# Army of Two: The 40th Day
Army of Two: The 40th Day (с англ. — «Армия из двоих: 40-й день») — компьютерная игра в жанре шутер от третьего лица, разработанная EA Montreal и Buzz Monkey, и изданная Electronic Arts для консолей PlayStation 3, Xbox 360 и PlayStation Portable в январе 2010 года. Продолжение игры Army of Two, в марте 2013 года вышла Army of Two: The Devil's Cartel.

## Игровой процесс
Игрок может улучшать имеющееся оружие и делится улучшениями между разными его моделями в рамках одного вида (например добавить ствол от одной штурмовой винтовки к другой). Также можно брать оружие с убитых врагов. Всего игрок может переносить четыре вида оружия, а также гранаты.
Доступ к определённому оружию и шкафчикам с оружием можно разблокировать только с помощью моментов морали. Части оружия можно получить в игре бесплатно, обыскивая бронированные ящики (которые запираются, как только охраняющий их противник обнаруживает присутствие игрока), спасая заложников, либо просто исследуя мир.
Новые типы тяжелых врагов появляются как боссы. Они носят толстую броню и часто требуют особого метода нападения для поражения.
Кооперативный режим игры был расширен и усовершенствован. Игроки могут заранее выработать тактику боя, например скооринировав стрельбу из снайперских винтовок или сымитировать сдачу в плен. Важную роль тут играет взятый из MMORPG показатель Аггро, который пополняется за счёт агрессивных действий и тем самым привлекает внимание солдат противника на одного из двух героев, что позволяет ему напарнику совершать обходные манёвры или стрельбу с фланга.
На сюжет игры влияет система моральных решений (например украсть оружие из арсенала службы безопасности торгового центра или освободить помещение), эти моменты и принятые решения оформлены в виде комиксных панелей, созданных художниками Крисом Бачало, Джейми Мендосой и Джоком. Принятые решения влияют на концовку игры и бесплатное получение оружия.

## Сюжет
После создания Trans World Operations (TWO) частные военные подрядчики Тайсон Риос и Эллиот Салем направляются в Шанхай для встречи со своим человеком Джейем Би. Он ведет двоих в переулок, чтобы собрать свое снаряжение и оружие, прежде чем приступить к установке маяков-локаторов в стратегических точках города. После установки последних маяков и встречи с охранниками они перегруппировываются на крыше здания.
Координатор TWO Элис Мюррей сообщает им, что они получат дополнительные деньги за устранение JB; Риос и Салем могут либо убить его, либо солгать девушке о его побеге. Шанхай подвергается нападению террористов, разоряющих город. Риос и Салем едва сбегают из здания и сталкиваются с наемниками «Инициативы 40-го дня», пытающимися их убить. Им удается связаться с Элис, которая заперта в консульстве Южной Африки. Дуэт направляются в консульство, сталкиваясь с наёмниками, а также гражданских заложников (которых либо спасают, либо оставляют). В консульстве Риос и Салем обнаруживают, что Элис держат в заложниках в офисе. Освободив её, трое пробиваются к главному залу, где разбившийся вертолет позволяет им сбежать в подземные туннели.
Риос и Салем проходят через туннели и шоссе, спасая заложников и сражаясь с наемниками. Им удается добраться до Шанхайского зоопарка, где они встречают наемников и получают помощь работников заведения.
После выхода из зоопарка с Риосом и Салемом связывается Мюррей, поручающая им найти вышку связи, чтобы подать сигнал о помощи. Риос и Салем пробиваются туда, но находят только пустую комнату. Они решают продолжить поиски и прыгают на соседний балкон, но он рушится, Салем падает на землю и теряет сознание. Салем просыпается через 24 часа в больнице, где их встречает доктор Ву, который просит их помочь эвакуировать пациентов. Риос и Салем защищают больницу от наемников, прежде чем отправиться в ближайший торговый центр.
Пара находится в плену в торговом центре, пока их не освободит русский наёмник Брежнев, который затем приказывает Риосу и Салему заложить бомбы, чтобы нарушить работу центра связи наемников. Эти двое успешно закладывают бомбы и расходятся с Брезневым. Выйдя из торгового центра, Алиса сообщает паре, что у неё есть вертолет, который должен их эвакуировать. Несмотря на усилия по уничтожению зенитных орудий, эвакуационный вертолет сбит и уничтожен, Элис считается погибшей.
Риос и Салем решают отомстить «Инициативе», убив её лидера Джону Уэйда. Им удается выследить его до сильно укрепленного храма, и пара пробивается через него, пока не достигает внутреннего святилища, наконец, встречая злодея. Тот оправдывает свои действия планом совершить насильственный социальный эксперимент с целью заставить мир отвернуться от морального разложения, само название его организации отсылает к Библии и мифу про Ноя (на 40-й день дождь прекратился, и семья Ноя смогла вернуться на сушу). В руках у него оказывается устройство для запуска ядерной бомбы, расположенной глубоко в городе.
Он предлагает Риосу и Салему выбор: совершить «акт жертвоприношения», заставив одного стрелять в другого, или убить его, что взорвет бомбу и убьет семи миллионное население Шанхая. Независимо от сделанного выбора Джона показывает, что бомба была мистификацией. Убийство напарника завершает игру эпилогом, в котором выживший напарник оплакивает смерть своего друга, а убийство Джоны завершает игру эпилогом, в котором он размышляет о своих мотивах, когда силы ООН вступают в город.

## Приём
| Сводный рейтинг    | Сводный рейтинг                          |
| Агрегатор          | Оценка                                   |
| ------------------ | ---------------------------------------- |
| GameRankings       | X360: 74,13 % PS3: 72,39 % (PSP) 46,40 % |
| Metacritic         | (PS3) 74/100 (X360) 73/100 (PSP) 49/100  |
| Иноязычные издания |                                          |
| Издание            | Оценка                                   |
| IGN                | 8,5/10                                   |

Army of Two: The 40th Day получила в основном положительные отзывы критиков за исключением версии для Playstation Portable. Агрегаторы рецензий GameRankings и Metacritic оценили версию для Xbox 360 в 74,13 % и 73/100, для PlayStation 3 — 72,39 % и 74/100, а для PlayStation Portable — 46,4 % и 49/100.
IGN дала игре 8,5 балла.
PSM3 Magazine UK — 85 %, PlayStation: The Official Magazine (США) — 9 баллов
AG.ru поставило игре оценку 73 %. К достоинствам были причислены игровой процесс, к недостаткам — слабые AI, разнообразие игрового окружения и боссов, сюжет,
Журнал «Игромания» поставил игре 6,5 балла. Обозреватель славакпсс пожаловался на снижение сложности, ухудшившийся баланс оружия, малую длительность игры, слабый сюжет.

## Продажи
В первый месяц с момента выхода The 40th Day разошлась тиражом в 246,5 тыс. копий.